# Prsatý muž a zloděj příběhů
Prsatý muž a zloděj příběhů je román spisovatele Josefa Formánka z roku 2003.

## Postavy

### Hlavní postava
David Zajíc je třicetiletý spoluzakladatel a šéfredaktor geografického magazínu Svět z Ústí nad Labem. „Užívat si“ je jeho životní motto. Na úkor manželství a výchovy své dcery cestuje, píše články pro magazín. Volný čas vyplňuje svými koníčky a opíjením se v baru Tlustá Lola se svými kamarády. Díky pobytu na ostrově Siberut si uvědomí, co je v životě důležité a rozhodne se svůj životní styl změnit.

### Vedlejší postavy
Zajícova žena Alenka a dcera Veronika mají v životě hlavního hrdiny významné místo, ale přesto jejich existenci hrdina chápe jako samozřejmost. Malou Veroniku vychovává Davidova manželka téměř sama.
Zajícovi kamarádi Spiro (majitel baru Tlustá Lola), podnikatel Michal Rossmann a
Tomáš Beránek, spoluzakladatel magazínu Svět; často mají v životě hlavního hrdiny přednost. Ať už při pitkách v baru, opepřených neustálým vsázením, nebo při společných cestách.
Další důležitou postavou v životě Davida Zajíce je Aman Lavi, šaman z ostrova Siberut. Díky jeho chování životnímu moudru jeho kmene Mentawaj si David uvědomí, jaké životní hodnoty doposud sobecky přehlížel. Aman Lavi se stává jeho rádcem, inspirací i velmi dobrým přítelem. V části Prales hraje důležitou roli nadpřirozená postava, tzv.
Badjou – ďábel, s kterým Zajíc svádí bitvu o svůj život poté, co se mu upíše.

## Obsah
Dílo kombinuje dvě roviny. Linii příběhu hlavního hrdiny Davida Zajíce odehrávající se v přítomnosti. Druhá linie románu, který David Zajíc píše, se odehrává v minulosti.

### Příběh hlavního hrdiny
David Zajíc vždy dychtil po životě prožitém na sto procent, po hltání nových dojmů a zážitků plnými doušky. S manželkou Alenou mají dceru Veroniku, kterou má velmi rád. Volný čas David netráví s rodinou, ale většinou po svém. Pracuje v Deníku jako novinář, záhy ho opouští, aby se stal spoluzakladatelem a šéfredaktorem magazínu Svět. Magazín Svět, který se průběžně transformuje v čistě geografický magazín s velikým rozpočtem, zakládá s Tomášem Beránkem. Na náročné financování si Zajíc bere půjčku od kamaráda, podnikatele Michala Rossmanna. Ten je sice benevolentní vůči datu splatnosti, ale na druhou stranu od Zajíce očekává, že mu v jakékoliv záležitosti ochotně pomůže. Zajíc se dostává do kolotoče cestování a psaní reportáží, schůzek s věřiteli a opíjení se s kamarády Tomášem, Michalem a Spirem v baru Tlustá Lola. Navíc se prohlubuje Zajícova manželská krize, od které utíká k milence, k alkoholu a cynickým sázkám s kamarády. Když už situaci přestává jeho tělo zvládat, rozhodne se na radu lékaře na delší dobu odcestovat. Společně s ním odjíždějí i jeho kamarádi Tomáš a Michal. Pobývají dva měsíce na ostrově Siberut, ležícím asi 60 km od Sumatry v Indickém oceáně.
V pralese se Zajíc zabývá sbíráním artefaktů přírodních národů, fotografováním a psaním deníku. Po návratu by rád uspořádal výstavu věnovanou Siberutu. Je fascinován Mentawajci, domorodými obyvateli Siberutu, a jejich nezkaženým přístupem k životu. Mentawajci své životy řídí několika tabu, která jsou sestavena podle důležitosti. Nejvyšší význam má pro ně rodina. Hodnotu peněz vůbec neznají a materiální cenu věcí ani nepovažují za důležitou. Zajíc se spřátelí s šamanem Amamnem Lavim, od něhož se chce naučit moudro kmene Mentawaj. Zajíc se rozhodne putovat do Simatalu, místa opředeného pověstmi. Na cestu se vydává s maďarským cestovatelem Lászlem a domorodým průvodcem Anim. Při putování pozná pocity naprostého vyčerpání. Jejich průvodci se na cestě zjevuje Silo Kiklo a oznamuje příchod Badjou – Ďábla. Jak David Zajíc, tak Lázslo odmítnou Aniho naléhání o obětním rituálu pro Badjou, sloužícím k usmíření, a uplatí Aniho dýkou. Badjou začne jednat. Po návratu ze Simatalu onemocní Aniho malá dcerka a i přes rituály šamanů a podání antibiotik od českých cestovatelů, nakonec zemře. David Zajíc si poprvé uvědomuje, jak moc pro něj znamená jeho dcera Veronika, kterou zanedbává. Badjou začíná Davida Zajíce provázet. Při cestě na pobřeží, odkud by se Zajíc, Beránek a Rossmann měli přeplavit zpět na Sumatru, se kamarádi pohádají. Rossmann s Beránkem odmítnou v lijáku vláčet těžké a neskladné artefakty pro Zajícovu zamýšlenou výstavu. Jejich ješitné povahy je nadobro rozdělí, a tak Zajíc zůstává se svými artefakty sám. Několikadenní putování se stane jeho bojem o přežití. Nevidomý, v malátnosti a vysoké horečce, kdy se raduje ze stavu, že už mu opravdu hůř být nemůže, pochopí, že je stále pro co a pro koho žít. Že stojí za to bojovat za život. Zajíce pak od smrti zachrání šaman a kouzelníci. Po návratu mezi živé David Zajíc panovačně trvá na odjezdu k moři a neposlouchá rady Mentawajců. Jeden mu doporučí, aby nechal přijít zlo a mluvil s ním. David úspěšně uplácí nejstaršího z nich 5000 rupiemi, které stařec, neznalý peněz, považuje za milion. V přístavním městě se Zajíc setkává s Beránkem a Rossmannem. Vydávají se přes Sumatru zpět domů. V Padongu na Sumatře Zajíc s Rossmannem navštěvují Rossmannovu nebesky krásnou milenku Míu. David uzavře v nočním rozhovoru s Badjou dohodu. Ďábel mu má splnit přání napsat knihu, ale pouze bude-li Zajíc psát jen pravdu. Vše, co napíše, se splní. Poruší-li pravidlo, přijde o své tělo i vzpomínky. Nepříjemné skutečnosti Zajíce neopouštějí. Vše nasvědčuje tomu, že v sobě nese zlého ducha. Jednoho rána se Mía s Davidem začne milovat, ale promění se v Badjou. David křikem naneštěstí vzbudí Rossmanna. Ten zbije jak Davida, tak Míu. Do České republiky se se svými kamarády už nevrátí.
V České republice se Zajíc i přes svá předsevzetí ze Siberutu vrací do dříve zaběhlých životních kolejí. Udržuje milenecký poměr, píše reportáže z cest a zanedbává své blízké. Po dlouhé době navštíví svého dědečka v léčebně pro dlouhodobě nemocné a na základě jeho vyprávění začne psát knihu. Píše tedy příběh z minulosti, ale přitom se popisované skutečnosti opravdu začnou dít Michalovi Rossmannovi, Tomáši Beránkovi, neznámému násilníkovi nebo Davidovu koni Hermínkovi. Michal Rossmann po dlouhé době Davidovi volá z Psychiatrické léčebny v Bohnicích, kde mu po několika pokusech o sebevraždu diagnostikovali schizofrenii. Rossmanna potkal stejný osud, jako jednu z postav Zajícova románu. Ve stavu psychické lability si Rossmann uvědomil své špatné vlastnosti, ale brzy se opět vrátí k svému starému vypočítavému já. Další osoby zasažené osudy ze Zajícovy knihy potká samotná smrt. Jako první umírá násilník, který Davida bezdůvodně napadl. Později také Tomášův milovaný otec i Davidův kůň Hermínek.
David bere Alenku a Veroniku s sebou do Karibiku, kde má psát reportáž. Společná dovolená je sblíží, David se cítí šťastný. Po návratu se Alenka dozví o jeho mileneckém poměru a definitivně se s Davidem rozejde. David při svém rychlém životním tempu přestane navštěvovat dědečka, kterému se po útěku z ústavu přitížilo a odvezli ho do nemocnice. Až v momentě, kdy dědeček leží na oddělení intenzivní péče, za ním David přijíždí. Dovnitř ale není vpuštěn. Před smrtí tedy dědečka neviděl. Nedlouho po pohřbu dědečka, začne churavět i Davidova babička, až nakonec zemře také.
David Zajíc se rozhodne vrátit na Siberut, aby nahromadil více materiálů pro svou připravovanou výstavu a hlavně aby si promluvil s Ďáblem a vrátil mu nešťastnou knihu. Tentokrát ho doprovází student lingvistiky Jiří. Společně jsou svědky léčení malého nemocného chlapce pomocí šamanských rituálů, kterých se oba účastní. David si díky pomoci přítele Amana Laviho, jenž do sebe nechá vstoupit Badjou, promluví se zlým duchem o své knize. Ďábel knihu vzít zpět nechce. Aman Lavi mu potom radí, aby nechal přijít dobro a mluvil s ním.
Po návratu z druhého pobytu u Mentawajského kmene pořádá Zajíc svoji vysněnou výstavu fotografií a artefaktů v Národním muzeu s názvem „Oči duchů“. Alenka, která pracuje jako zdravotní sestra, se začne vídat s jedním s doktorů. Veroniku dává Davidovi na hlídání. David se touží setkat s Bohem, jak mu radil kouzelník. Zajíc cestuje jako novinář na vládní návštěvu do Japonska a Malajsie. V Singapuru se s ním chce setkat Ďábel, ale Bůh mu v tom zabrání. Sám se vtělí do Malajce a promluví s Davidem. Varuje ho, aby nepsal kapitolu o své smrti. David Boha neposlouchá a dopisuje poslední kapitolu knihy o smrti svého literárního hrdiny. Následně pije se Spirem v baru a svěřuje se mu o okolnostech provázejících tvorbu knihy, včetně jejího konce. Spiro dává Davidovi cigaretu s marihuanou a mezitím si čte knihu. Poté ale zjistí, že David je na marihuanu alergický. Spiro ve strachu vytrhne kapitolu o Davidově smrti a knihu vyhodí do popelnice. Další nepříjemná událost v baru na sebe nenechá dlouho čekat. Kamarádi se v opilosti sázejí. Michal na Spira nastraží další z jeho pečlivě připravených léček. Spiro se proto celý víkend užírá myšlenkami, že je HIV pozitivní. Ukáže se, že infikovaným je právě Rossmann. Nakazil se zřejmě od Míi. David je tedy v ohrožení života podruhé. Podstupuje testy HIV a sepisuje si seznam věcí, které chce před smrtí vykonat. Jede k moři do Řecka, tráví víkend se svými holčičkami (ženou Alenou a dcerou Veronikou) nebo skáče padákem v tandemu. Nečekaně se potkává s Bohem. Ten mu radí spálit knihu, aby mu bylo vše odpuštěno.
V závěrečné kapitole se David dozví výsledek svého testu HIV – negativní. Rád by spálil knihu, ale vzpomíná si, že ji Spiro vyhodil do popelnice. Popelnice se najednou objeví před jeho chalupou, kde David veškerý její obsah i s knihou a svým oblečením téměř obřadně spálí a osvobodí se tak ze spárů zla. Bůh zvítězil v sázce o Zajícův život nad Ďáblem.

### Linie románu v románu
Poutavý životní příběh Zajícova praděda, Josífka Zajíce, Davidovi vypráví jeho nemocný dědeček v ústavu pro dlouhodobě nemocné. Popisuje osudy celého rodu Zajíců od roku 1885 až po své narození.
Jediným potomkem rodiny Zajíců je Marie Zajícová. Porodí nemanželského syna Františka, jehož osud ovlivní také životní osud Davida Zajíce. František musí narukovat do první světové války, kde je vystaven hrůzám a traumatizujícím zážitkům. Kamarádovi Rudolfovi Prohaskovi ve válce zachrání život, když surově zabije mladého Itala, který hodlal Prohasku zezadu napadnout. Smrti Rudolfa zabrání František ještě jednou. Domluví se, že si ustřelí pár prstů, aby se dostali z války. Rudolf ale nešťastnou náhodou zastřelí Františka. Františkovi pozůstalí, ovdovělá Liduška z Bohušovic a syn Josífek, jsou nuceni odejít ze své hájovny. Novým vlastníkem se má stát jednooký Němec Quido Schmidt. Ten se do Lidušky zamiluje a stane se Josífkovým nevlastním otcem. Quido vlastní bílého valacha Minuse. V dobrém rozpoložení ho německy oslovuje Herr Minus (česky pan Minus), Liduška mu zdrobněle říká Hermínku a Josífek zkráceně Harry. Josífek nemá úctu ani k zemřelému otci, o němž slýchává pouze zábavné historky při draní peří, natož k otčímovi. Za druhé světové války jim na statek posílají k výpomoci mladého francouzského zajatce Pierra, s nímž si padesátiletá Liduška začne milenecký poměr. Josífek to zjistí a hned s potěšením vyzradí otčímovi. Poměr Pierra a Lidušky končí záhy. Pierrovi se podaří uprchnout ze zajetí, ale hledají ho vojáci. Quido vojáky zastaví. Zachránil by Pierrovi život, kdyby mladý Francouz nevyběhl ze své skrýše předčasně brzy. Po konci války je Quido prohlášen za fašistu, co zabil francouzského zajatce. Češi v čele s hospodářem Čížkem, který vše vyprovokoval, aby získal Quidova úrodná pole, Quida odsoudí k smrti a v lomu zastřelí. Krátce po smrti svého pána umírá i kůň Hermínek. Čížek, posedlý svým nově nabytým majetkem, zběsile pole hlídá před zloději. V domnění, že jde o zloděje, zastřelí svého syna vracející ho se z fronty. Nakonec umírá v blázinci.
Liduška a Josífek jsou nuceni se přesunout do Aussig an der Elbe – Ústí nad Labem. Josífek se tam zamiluje do Gertrudy Welclové, matky nemanželského dítěte. Jako Němka a český kolaborant musí nosit na rukávech bílou pásku. Při jedné z procházek jsou napadeni běsnícím davem Čechů, který Němku i s kočárkem svrhne dolů z mostu do Labe. Josífek se nezmůže na odpor. Šest dní po této tragédii umírá i Josífkova matka Liduška. Opuštěný Josífek najde druhou ženu svého života, dceru revolucionáře, Růženu. Poté, co ji ze zoufalství skoro znásilnil, se jim narodí dcera Běta. Josífek Růženu nemiluje tak, jako miloval Gertrudu. Často pije alkohol, a tak je kvůli výtržnostem a podpálení chalupy s rodinou odsunut do pohraniční části. Zoufalá Růžena od něj utíká a v poli porodí syna, dědečka Davida Zajíce.
Poslední kapitolu knihy věnuje David vlastním zážitkům z dob svého dětství a také své vlastní smrti, i když byl před tímto varován. Paralela mezi příběhy postav jeho románu a reálným životem Davida Zajíce je zřejmá. Jako první umírá násilník, který Davida bezdůvodně napadl. Umírá se zlomeným vazem stejně jako Ital, kterého ubil František Zajíc v první světové válce. Se smrtí Josífkova otčíma Quida koresponduje smrt otce Tomáše Beránka. Následuje smrt koně Hermínka jak literárního, tak skutečného. Poslední souvislost tvoří psychický stav Čížka a Michala Rossmanna, kteří byli v blázincích. David Zajíc i přes popsání své literární smrti boj o svůj život vyhrává.

## Autobiografičnost díla
Celé Formánkovo dílo obsahuje mnoho autobiografických odkazů, ať už z jeho cestovatelských výprav, z rodinného zázemí nebo soukromého života autora. Nevyhýbá se ani niterným bolestným prožitkům, jejichž popsání mu přináší určitou sebereflexi a úlevu. V jeho debutu Prsatý muž a zloděj příběhů se život autora promítl do hlavní postavy Davida Zajíce, který zastupuje Formánkovo alter ego. Autor vede svého hrdinu po životní pouti, kterou si sám prošel. Následující informace mají autobiografický ráz.
Třicetiletý Zajíc bydlí v Ústí nad Labem. Má manželku Alenku a dceru Veroniku (dcera Karolína), od které se kvůli své neustálé nepřítomnosti vzdaluje. Určitý odstup cítíme z Veroničina oslovení svého otce coby Davidose. Zajíc selhával nejen jako otec, ale i jako manžel. Před rodinou dával přednost práci, cestování, alkoholu a kamarádům. Založil a řídil geografický magazín Svět (magazín Koktejl), jehož spoluzakladatelem je jeho přítel Tomáš Beránek (Miroslav Urbánek). Vedení magazínu, neustálé schůzky s věřiteli, řešení problémů, alkohol, neschopnost urovnat svůj soukromý život Zajíce totálně vyčerpaly. Jediný způsob, jak se ze všeho nezbláznit, byla cesta do pralesa.
Odjel na dva měsíce na ostrov Siberut v Indickém oceánu. Společnost mu tam dělali dva kamarádi, Tomáš a Michal. Jazyk přírodních obyvatel ostrova, Mentawajců, se učil z německo-mentawajského misionářského slovníku. To, co prožil na ostrově a co se naučil od domorodců kmene Mentawaj, ho velmi ovlivnilo. Už při tomto pobytu dychtil po zodpovězení otázek smyslu života a lidské existence. Prošel si různými těžkými situacemi, někdy až na hraně boje o holý život. Veškeré zvyky Mentawajců, zejména šamanské rituály a tzv. tabu, kterými se v životě řídí, Zajíce fascinovaly. Navázal přátelství s šamanem Amanem Lavim. Při pobytu sbíral artefakty a fotografoval, protože snil o uspořádání výstavy věnované Indonésii v Národním muzeu v Praze.
Po návratu se jeho život ještě neuklidnil. Zajíc cítil, že potřebuje jet na Siberut ještě jednou, potkat se s šamanem a také nasbírat více artefaktů na zmiňovanou výstavu. Tentokrát ho doprovázel student indonéštiny Jiří, který jel na Siberut kvůli podkladům pro svou dizertační práci (Tomáš Petrů, tehdy čerstvý absolvent Mgr. studia indonesistiky na Filozofické fakultě UK v Praze, dnes vědecký pracovník Orientálního ústavu AV ČR). Při druhém pobytu si Zajíc nechal udělat trnem ostnaté liány rituální tetování kmene Mentawaj.
Zajíc, vydávající už 10 let časopis Svět, po návratu ze Siberutu opravdu uspořádal výstavu v Národním muzeu s názvem Oči duchů (expozice s názvem Siberut – Oči duchů byla součástí výstavy Tajemná Indonésie, kterou Josef Formánek spolupořádal s Jiřím Hanzelkou, Miroslavem Zikmundem, Rudolfem Švaříčkem a Miroslavem Stinglem). David po neshodách se ženou pobýval výhradně na své chalupě (chalupa v nejmenší vesnici Českého středohoří, kde Josef Formánek žije).
Autobiografické prvky můžeme najít i v pasážích románu v románu, kde píše o svém dědečkovi a babičce. Dalším odkazem je Zajícův vztah k dceři, o němž se často zmiňuje.

## Tematická rovina
V románu Prsatý muž a zloděj příběhů najdeme mnoho lineárně řazených motivů: motiv Boha, motiv boje dobra a zla v člověku i obecně, motiv života přírodních národů, motiv erotický, motiv nadpřirozený, motiv lásky k bližním, motiv hodnoty peněz, motiv hodnoty života nebo motiv lásky k životu. Většina motivů je rozvíjena v cestopisné pasáži knihy, čili ve třetí kapitole s názvem Prales. Funkce motivů je dynamická, všechny směřují k hlavnímu tématu knihy – ke smyslu života. Hlavní hrdina, zastupující samotného autora, v průběhu celé knihy tápe po hodnotě a podstatě lidské existence. Postupně vlastním poznáním odpověď odhaluje a uvědomuje si také nutnou změnu sebe samého.

### Motiv života přírodních národů
Pobyt na ostrově Siberut v Indonésii umožnil Davidu Zajíci mnohá poznání a pomohl mu transformovat svoji osobnost a přístup k životu. Autor nabízí srovnání konzumního života v civilizované evropské společnosti s životem přírodních národů, založeným na rozvíjení základních lidských hodnot jako je rodina, souznění s přírodou a Bohy, nebo život bez movitých statků a peněz. Motiv ukazuje, jak zaslepení penězi, mocí a úspěchem jsou v porovnání s přírodními národy lidé v civilizovaných zemích. Na úkor těchto postojů přichází rodinný život a blízcí, čili to nejpodstatnější v lidském životě. Hlavní hrdina je fascinován pečováním Mentawajců o rodinné vztahy. Sám si uvědomuje své otcovské selhání. Lidé z přírodních kmenů se také mnohem snadněji vyrovnávají se svými bolestmi, například se ztrátou milované osoby. Věří v hodnotu vzpomínek na zesnulého.

### Motiv Boha
Tento motiv je pro román velmi důležitý. Hlavní hrdina se k Bohu často obrací. Odkazuje se na Bibli a také z Bible pramení odůvodnění Zajícova prokletí a zlého osudu, který se mu nakonec s pomocí Boha podaří zvrátit. David Zajíc nejprve o Bohu pochybuje a snaží se k němu najít cestu. Vzhledem k vztahu autora k východním filosofiím a četbě zenových koánů bychom mohli spekulovat, že je ovlivněn i východním pojetím Boha. Jde pouze o domněnku, ale důležitost Boha ve svém životě autor potvrzuje: „Bůh je pro mě intimní záležitost. Věřím ve Stvořitele světa. Věřím, že všechno dobré i špatné, co uděláte, se vám vrátí. Věřím, že lidé by měli dělat dobré věci. Nechci být špatný člověk, nechci dělat špatné věci. Začíná to triviálním typu, že zastavíte autem na přechodu a usmějete se na lidi, řeknete, že to někomu sluší, vědomě neubližujete, nekradete. To je vztah ke Stvořiteli světa.“

### Téma života
Hlavní myšlenka knihy, hledání smyslu života, se vyvíjí od kladení otázek, přes trpké zkušenosti poznání až po nalezení odpovědí. Poklidně žitým životem hlavní hrdina nejprve opovrhuje, neustále dychtí po nových zážitcích a akci. Na konci knihy, kdy si uvědomí, v čem tkví podstata života, naopak prahne po obyčejných dnech.
Snahu o vystihnutí hodnoty lidského života najdeme v mnoha pasážích knihy. Autor ji zdůrazňuje v cestopisné části románu. V kapitole Prales se autor věnuje popsání mnoha moudrostí kmene Mentawaj. Jedno z nich o hodnotě lidské duše, o niž musíme pečovat, aby z našeho těla neutekla, v podstatě vede k životní filosofii založené především na péči
o psychiku.

## Ohlas
Čtenáři přijali Formánkovu prvotinu s nadšením, stala se dokonce nejlépe prodávaným debutem českého autora za posledních deset let. Doposud se prodalo více než 53 000 výtisků. Prsatý muž a zloděj příběhů vychází i ve francouzském překladu od Christiny La Feffeiry. Kniha byla připravena také pro čtení v rozhlase a prodává se i v audio podobě, kterou namluvil herec Národního divadla v Praze Jiří Štěpnička.